# Olena Hovorova
Olena Hovorova (Ucrania, 18 de septiembre de 1973) es una atleta ucraniana, especializada en la prueba de triple salto en la que llegó a ser medallista de bronce mundial en 1997.

## Carrera deportiva
En el Mundial de Atenas 1997 ganó la medalla de bronce en el triple salto, con un salto de 14.67 m, siendo superada por la checa Šárka Kašpárková (oro con 15.20 metros que fue récord nacional) y la rumana Rodica Mateescu (plata con 15.16 m, que también fue récord nacional).